# Episodi di Huge in France
La prima stagione della serie televisiva Huge in France, composta da 8 episodi, è stata pubblicata su Netflix il 19 febbraio 2021.
| n° | Titolo originale | Titolo italiano  | Pubblicazione Germania | Pubblicazione Italia |
| -- | ---------------- | ---------------- | ---------------------- | -------------------- |
| 1  | Episode Un       | Episodio uno     | 12 aprile 2019         | 12 aprile 2019       |
| 2  | Episode Deux     | Episodio due     | 12 aprile 2019         | 12 aprile 2019       |
| 3  | Episode Trois    | Episodio tre     | 12 aprile 2019         | 12 aprile 2019       |
| 4  | Episode Quatre   | Episodio quattro | 12 aprile 2019         | 12 aprile 2019       |
| 5  | Episode Cinq     | Episodio cinque  | 12 aprile 2019         | 12 aprile 2019       |
| 6  | Episode Six      | Episodio sei     | 12 aprile 2019         | 12 aprile 2019       |
| 7  | Episode Sept     | Episodio sette   | 12 aprile 2019         | 12 aprile 2019       |
| 8  | Episode Huit     | Episodio otto    | 12 aprile 2019         | 12 aprile 2019       |